# George Edward Briggs
George Edward Briggs (25 de junho de 1893 — 7 de fevereiro de 1985) foi um botânico do Reino Unido. foi Professor de Botânica na Universidade de Cambridge. Foi eleito Fellow of the Royal Society em 1935.
Escreveu importantes artigos sobre enzimas.